# Méli-mélo à Venise
Pour plus de détails, voir Fiche technique et Distribution.
Méli-mélo à Venise (Blame It on the Bellboy) est un film britannique réalisé par Mark Herman sorti en 1992 au cinéma.

## Fiche technique
- Titre original : Blame It on the Bellboy
- Titre français : Méli-mélo à Venise
- Réalisation : Mark Herman
- Scénario : Mark Herman
- Photographie : Andrew Dunn
- Musique : Trevor Jones
- Montage : Michael Ellis
- Lieu de tournage : Venise
- Genre : Comédie dramatique
- Durée : 78 minutes
- Dates de sortie : 
  - 24 janvier 1992 ( Royaume-Uni)
  - 6 mars 1992 ( États-Unis)
  - 26 avril 1999 ( France - TV)

## Distribution
- Dudley Moore (VF : François Leccia) : Melvyn Orton
- Bryan Brown (VF : Vania Vilers) : Mike Lorton (Charlton Black)
- Richard Griffiths (VF : Albert Augier) : Maurice Horton
- Andreas Katsulas (VF : Jacques Deschamps) : Mr. Scarpa
- Patsy Kensit (VF : Emmanuelle Bondeville) : Caroline Wright
- Alison Steadman (VF : Marion Loran) : Rosemary Horton
- Penelope Wilton (VF : Marion Game) : Patricia Fulford
- Bronson Pinchot (VF : Luq Hamet) : Bellboy
- Jim Carter : Rossi
- Alex Norton : Alfio